# Leioproctus filamentosus
Leioproctus filamentosus är en biart som först beskrevs av Rayment 1959.  Leioproctus filamentosus ingår i släktet Leioproctus och familjen korttungebin. Inga underarter finns listade i Catalogue of Life.

## Bildgalleri

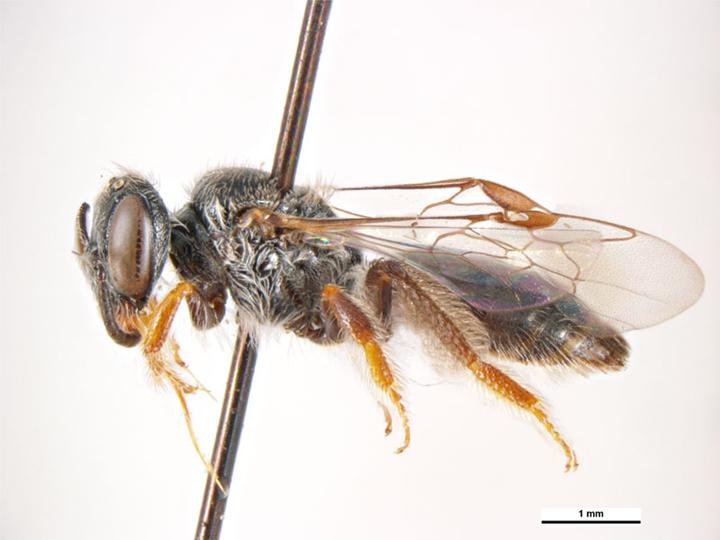
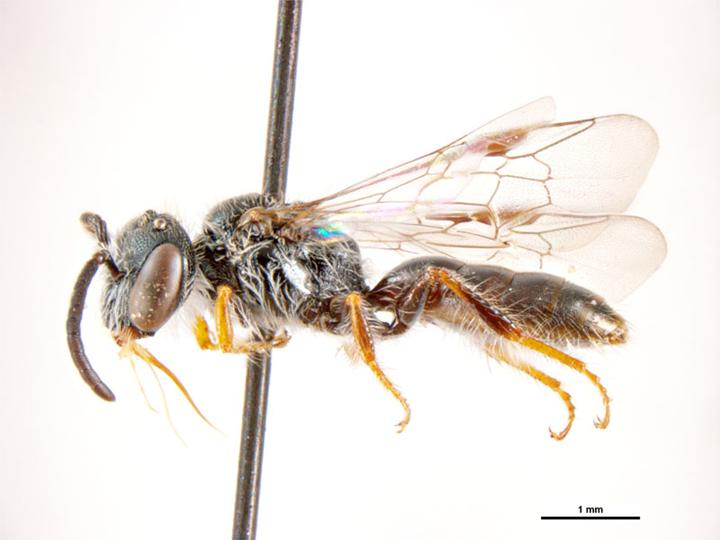